# Amaia Zubiria
Amaia Zubiria (née le 11 septembre 1947) est une chanteuse basque espagnole.